# Erika Hess
Erika Hess (* 6. März 1962 in Wolfenschiessen; heimatberechtigt in Engelberg) ist eine ehemalige Schweizer Skirennfahrerin.

## Karriere
In den 1980er Jahren dominierte die vielseitige Skifahrerin den alpinen Skisport bei den Frauen, einen Olympiasieg erreichte sie in ihrer Karriere jedoch nie. Sie gewann 1982 und 1984 den Gesamtweltcup und siegte insgesamt 31-mal in Weltcuprennen. Ausserdem gewann sie von 1981 bis 1983 sowie 1985 den Disziplinenweltcup im Slalom, darüber hinaus 1984 den Weltcup im Riesenslalom und in der Alpinen Kombination. 1985/86 kam sie in der Slalom-Weltcupwertung zwar – wie Roswitha Steiner – auf 110 Punkte, wurde aber wegen der geringeren Zahl an Saisonsiegen (2 gegenüber 4) auf Platz zwei gereiht. Herausragend waren auch ihre sechs Siege in Serie vom Januar 1981 bis zum Saisonende im März 1981.
Hess wurde 1982 zur Schweizer Sportlerin des Jahres gewählt und von der Internationalen Vereinigung der Ski-Journalisten (AIJS) mit dem Skieur d’Or ausgezeichnet; die Auszeichnung, die sie mit fünf Stimmen Vorsprung auf Phil Mahre gewann, erfolgte am 22. November 1982. Während der Saison 1982/83 unterzog sie sich einer Meniskusoperation. Sie hatte noch am 17. Dezember den Slalom in Piancavallo gewonnen, liess lediglich die beiden Super-Gs in Verbier am 9./10. Januar aus und wurde bereits am 11. Januar Zweite im Slalom in Davos.
Ihre einzige olympische Medaille gewann Hess bei den Winterspielen 1980 in Lake Placid, die Bronzemedaille im Slalom (hinter Hanni Wenzel und Christa Kinshofer). Erfolgreicher war sie bei Skiweltmeisterschaften. So wurde sie bei den Skiweltmeisterschaften 1982 in Haus im Ennstal dreifache Weltmeisterin in der Alpinen Kombination, im Riesenslalom und im Slalom. Bei den Skiweltmeisterschaften 1985 in Bormio siegte sie in der Kombination und lag auch nach dem ersten Lauf des Slaloms in Führung, ehe sie aber dann im zweiten Lauf ausschied. Zum Abschluss ihrer Karriere gewann sie bei den Skiweltmeisterschaften 1987 in Crans-Montana nochmals Gold in der Kombination und im Slalom.
Zu ihrem Rücktritt erklärte sie in einem Beitrag der Zeitung Sport, dass ein wichtiger Grund ihres noch vor Calgary 1988 vollzogenen Karriereendes die bei Olympischen Spielen gegebenen Faktoren wie Wetter, Rummel, Nervendruck gewesen seien, welche bei Olympia um ein Vielfaches schwerer wiegen als bei einem normalen Rennen. Sie sei mit diesen Umständen nicht zurechtgekommen.

### Privates
1988 heiratete sie Jacques Reymond, ihren ehemaligen Trainer. Aus der Ehe gingen drei Söhne hervor; Marco, der jüngste, fuhr Rennen im Europacup und Weltcup. Die beiden lebten in Saint-Légier-La Chiésaz im Kanton Waadt. Zusammen organisierten sie Rennen und Trainingslager für Nachwuchs-Skirennfahrer. Im Mai 2020 starb ihr Mann im Alter von 69 Jahren während der COVID-19-Pandemie an den Folgen einer Infektion mit SARS-CoV-2.
Ihre zwei Jahre jüngere Cousine Monika Hess (* 1964) war ebenfalls Skirennfahrerin.

## Erfolge

### Olympische Spiele
- Lake Placid 1980: 3. Slalom
- Sarajevo 1984: 5. Slalom, 7. Riesenslalom

### Weltmeisterschaften
- Garmisch 1978: 9. Riesenslalom
- Schladming 1982: 1. Riesenslalom, 1. Slalom, 1. Kombination
- Bormio 1985: 1. Kombination, 11. Riesenslalom
- Crans-Montana 1987: 1. Kombination, 1. Slalom, 7. Abfahrt

### Weltcupwertungen
Erika Hess gewann in den Saisons 1981/82 und 1983/84 den Gesamtweltcup. Hinzu kommen sechs Siege in Disziplinenwertungen (viermal Slalom, je einmal Riesenslalom und Kombination).
| Saison  | Gesamt | Gesamt | Abfahrt | Abfahrt | Super-G | Super-G | Riesenslalom | Riesenslalom | Slalom | Slalom | Kombination | Kombination |
| Saison  | Platz  | Punkte | Platz   | Punkte  | Platz   | Punkte  | Platz        | Punkte       | Platz  | Punkte | Platz       | Punkte      |
| ------- | ------ | ------ | ------- | ------- | ------- | ------- | ------------ | ------------ | ------ | ------ | ----------- | ----------- |
| 1977/78 | 28.    | 7      | –       | –       | –       | –       | 21.          | 1            | 16.    | 6      | –           | –           |
| 1978/79 | 15.    | 76     | –       | –       | –       | –       | 10.          | 43           | 18.    | 33     | –           | –           |
| 1979/80 | 7.     | 111    | –       | –       | –       | –       | 5.           | 71           | 6.     | 62     | –           | –           |
| 1980/81 | 2.     | 251    | 34.     | 5       | –       | –       | 3.           | 78           | 1.     | 125    | 4.          | 51          |
| 1981/82 | 1.     | 297    | 35.     | 2       | –       | –       | 3.           | 105          | 1.     | 125    | 2.          | 77          |
| 1982/83 | 3.     | 192    | –       | –       | –       | –       | 4.           | 78           | 1.     | 110    | 4.          | 35          |
| 1983/84 | 1.     | 247    | 35.     | 5       | –       | –       | 1.           | 115          | 4.     | 89     | 1.          | 79          |
| 1984/85 | 4.     | 168    | –       | –       | –       | –       | 12.          | 48           | 1.     | 100    | 5.          | 44          |
| 1985/86 | 2.     | 242    | 25.     | 13      | 20.     | 12      | 7.           | 52           | 2.     | 110    | 2.          | 56          |
| 1986/87 | 4.     | 169    | 32.     | 3       | 18.     | 13      | 4.           | 62           | 3.     | 96     | 3.          | 15          |

### Weltcupsiege
Insgesamt hat Erika Hess 31 Weltcuprennen gewonnen (21 Slaloms, 6 Riesenslaloms, 4 Kombinationen). Dazu kommen 27 zweite Plätze und 18 dritte Plätze. Ausserdem war sie am 23. November 1982 beim Riesenslalom von Bormio vor Perrine Pelen und Olga Charvátová im Rahmen der nur zum Nationencup zählenden World Series of Skiing siegreich.
| Datum             | Ort                     | Land        |
| ----------------- | ----------------------- | ----------- |
| 13. Januar 1981   | Schruns                 | Österreich  |
| 21. Januar 1981   | Crans-Montana           | Schweiz     |
| 31. Januar 1981   | Les Diablerets          | Schweiz     |
| 3. Februar 1981   | Zwiesel                 | Deutschland |
| 15. März 1981     | Furano                  | Japan       |
| 24. März 1981     | Wangs-Pizol             | Schweiz     |
| 13. Dezember 1981 | Piancavallo             | Italien     |
| 21. Dezember 1981 | Saint-Gervais-les-Bains | Frankreich  |
| 3. Januar 1982    | Maribor                 | Jugoslawien |
| 20. Januar 1982   | Bad Gastein             | Österreich  |
| 21. März 1982     | Alpe d’Huez             | Frankreich  |
| 17. Dezember 1982 | Piancavallo             | Italien     |
| 9. Februar 1983   | Maribor                 | Jugoslawien |
| 1. Dezember 1983  | Kranjska Gora           | Jugoslawien |
| 15. Januar 1984   | Maribor                 | Jugoslawien |
| 19. März 1985     | Park City               | USA         |
| 22. März 1985     | Heavenly Valley         | USA         |
| 15. Dezember 1985 | Savognin                | Schweiz     |
| 11. März 1986     | Park City               | USA         |
| 5. Dezember 1986  | Waterville Valley       | USA         |
| 21. Dezember 1986 | Val Zoldana             | Italien     |

| Datum             | Ort                     | Land             |
| ----------------- | ----------------------- | ---------------- |
| 25. März 1981     | Wangs-Pizol             | Schweiz          |
| 21. März 1982     | Alpe d’Huez             | Frankreich       |
| 8. Dezember 1982  | Val-d’Isère             | Frankreich       |
| 11. Dezember 1983 | Val-d’Isère             | Frankreich       |
| 29. Januar 1984   | Saint-Gervais-les-Bains | Frankreich       |
| 17. März 1984     | Jasná                   | Tschechoslowakei |

| Datum             | Ort         | Land       |
| ----------------- | ----------- | ---------- |
| 20. Januar 1982   | Bad Gastein | Österreich |
| 14. Dezember 1983 | Sestriere   | Italien    |
| 22. Januar 1984   | Verbier     | Schweiz    |
| 12. Dezember 1985 | Sestriere   | Italien    |

## Auszeichnungen
- 1982: Schweizer Sportlerin des Jahres
- 1982: Skieur d’Or